# جون برادشو ليفيلد
جون تشارلز ليفيلد (بالإنجليزية: John Charles Layfield)‏ مواليد 29 نوفمبر 1966. مصارع أمريكي محترف وكان يعمل في قسم سماك داون.
حتى غادر الاتحاد في مبارته الأخيرة مع ري ميستيريو في ريستلمانيا 25. وهو صاحب أطول مدة حزام WWE في قسم سماكداون 280 يوم
حتى جاء جون سينا لينهي عهد برادشو على اللقب.

## 2004-2005

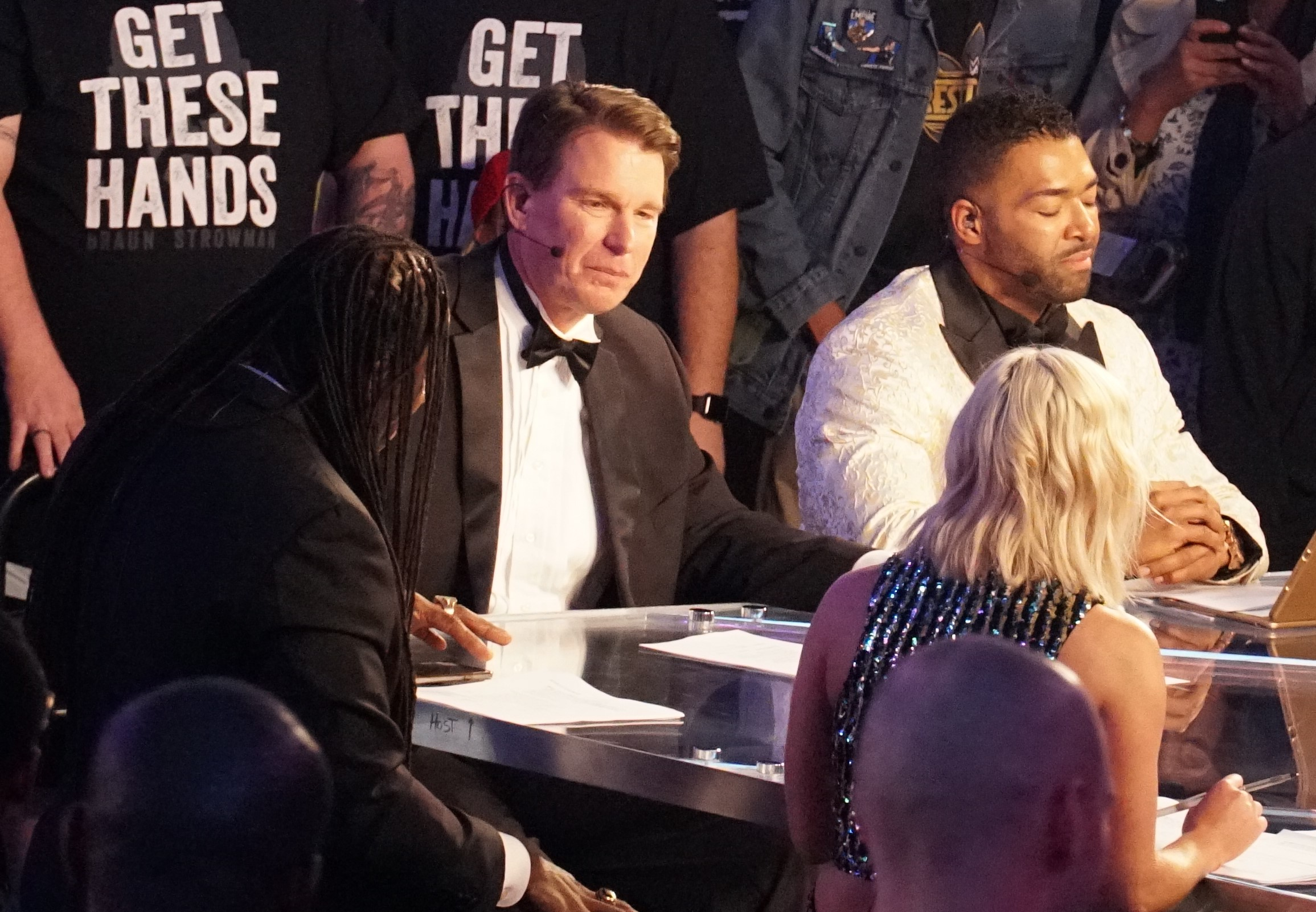
"بوكر تي، جون "برادشو" لايفيلد، وديفيد أوتونغا في حدث راسلمينيا 34 في أبريل 2018."

فاز بلقب WWE على حساب ايدي غيريرو في مهرجان جدمجنت دي بصعوبة حتى انه أُضطر لضرب ايدي بالكرسي حتى بدأ ينزف دمه.
من ثم واجه اندرتيكر في سمرسلام ونومرسي وقدرفاز بمساعدة صديقه اورلاند جونسون.
واجه في سرفايفر سيريس بوكر تي وأستطاع الفوز عليه في أرماغدون، فاز على بوكر تي واندرتيكر وأيدي غيريرو ليحتفظ باللقب حتى نهاية العام وأستطاع الأحتفاظ عليها بالفوز ضد بيج شو وكورت انجل حتى جاء جون سينا ليفوز عليه في ريستلمانيا.

## عداوات في 2006
بدأ بعدة عداوات مع المصارعين منهم باتيستا على لقب بطل العالم لوزن الثقيل ومع ري ميستيريو أطول عداوة في تاريخ سماكداون حيث وصل العداء بينهما 8 أشهر.
ثم مع كريس ماسترز وايدج وكريس بنواهو بوجي مان وبوبي لاشلي.وعادى على الحزام WWE مصارعين كثر منهم جون سينا وتربل اتش وكريس جريكو.

## العودة في 2007-2008
عاد بعدد مهرجان ارماقدن 2007 حيث كانت هناك مباراة بين راندي أورتن وكريس جركو من ثم قام برادشو بضرب كريس جركو ليحرمه من لقب WWE واجه كريس جركو في رويل رمبل وكان الجمهور مع جركو لأول مرة واستطاع الفوز عليه من ثم في ريستلمانيا 24 خسر امام فينلي.
واختير من ضمن 3 مصارعين ليكون الرابع في مواجهة راندي اورتن على لقب الاتحاد في باكلاش إلى أنه خسر لأن سينا قام بالفوز عليه
وبدأ عداوة قديمة مع سينا في مهرجان جدمجنت دي وون نايت ستاند وجريت أمريكان باش وجميع المباريات فاز فيها جون سينا.
ثم فاز بالقب بطل العالم لوزن الثقيل لكنه خسر امام سي ام بونك في سمرسلام 2008.

## عام 2009
ولكنه اختير ليكون ضد جون سينا في رويل رمبل لكنه خسر مجددا.
و بدأ بعداوة قصيرة مع شون مايكلز لأن شون خسر مدخرات الاسرة وكان على وشك الطرد فقال له برادشو ان يعمل لديه ولكنه خسر امام مايكلز في نو وي اوت.
من ثم حصل على لقب القارات ولعب ضد ري ميستريو في مباراة الخاسر فيها يخرج من المصارعة وخسر امام ميستريو في مباراة 21 ثانية فقط.

## الألقاب
- فاز باللقب الاتحاد (مرة واحدة) صاحب أطول مدة 280 يوم، بعدها سينا يتفوق عليه..
- فاز بالقب ال[وفقًا لِمَن؟]قارات (مرة واحدة)
- فاز باللقب أمريكا (مرة واحدة)
- بطل أوروبا (مرة واحدة)
- بطل فرق الاتحاد (3 مرات) مع فاروق
- يعتبر برادشو وتريبل إتش والأندرتيكر من المصارعين الذين شاركو في جميع المهرجانات سنة 2008 منذ رويل رمبل 2008 ضد حتى ارماقدن.w

## روابط خارجية
- جون برادشو ليفيلد على موقع IMDb (الإنجليزية)
- جون برادشو ليفيلد على موقع قاعدة بيانات الفيلم (الإنجليزية)
- جون برادشو ليفيلد على موقع دبليو دبليو إي (الإنجليزية)
- جون برادشو ليفيلد على موقع WrestlingData.com (الإنجليزية)
- جون برادشو ليفيلد على موقع CageMatch worker (الإنجليزية)
- جون برادشو ليفيلد على موقع قاعدة بيانات المصارعة على الإنترنت (الإنجليزية)
- جون برادشو ليفيلد على موقع عالم المصارعة على الإنترنت (الإنجليزية)
- جون برادشو ليفيلد على موقع عالم المصارعة على الإنترنت (الإنجليزية)